# Danh sách cầu thủ tham dự giải vô địch bóng đá U-21 châu Âu 2017
Mỗi đội tuyển quốc gia phải đăng ký đội hình 23 cầu thủ, trong đó có 3 cầu thủ phải là thủ môn. Việc này phải hoàn tất 10 ngày trước khi giải đấu khởi tranh (6 tháng 6 năm 2017).
Cầu thủ in đậm từng thi đấu cho đội tuyển quốc gia trước khi giải đấu khởi tranh. Vùng "câu lạc bộ" biểu thị đội bóng cuối cùng mà cầu thủ xuất hiện khi thi đấu trong mùa giải 2016–17.

## Bảng A

### Anh
Huấn luyện viên: Aidy Boothroyd

| Số | VT | Cầu thủ                        | Ngày sinh (tuổi)            | Trận | Bàn | Câu lạc bộ               |
| -- | -- | ------------------------------ | --------------------------- | ---- | --- | ------------------------ |
| 1  | TM | Jordan Pickford                | 7 tháng 3, 1994 (23 tuổi)   | 9    | 0   | Sunderland               |
| 2  | HV | Mason Holgate                  | 22 tháng 10, 1996 (20 tuổi) | 1    | 0   | Everton                  |
| 3  | HV | Ben Chilwell                   | 21 tháng 12, 1996 (20 tuổi) | 2    | 0   | Leicester City           |
| 4  | TV | Nathaniel Chalobah             | 12 tháng 12, 1994 (22 tuổi) | 36   | 1   | Chelsea                  |
| 5  | HV | Calum Chambers                 | 20 tháng 1, 1995 (22 tuổi)  | 17   | 0   | Middlesbrough            |
| 6  | HV | Jack Stephens                  | 27 tháng 1, 1994 (23 tuổi)  | 7    | 1   | Southampton              |
| 7  | TV | Demarai Gray                   | 28 tháng 6, 1996 (20 tuổi)  | 4    | 2   | Leicester City           |
| 8  | TV | James Ward-Prowse (đội trưởng) | 1 tháng 11, 1994 (22 tuổi)  | 27   | 6   | Southampton              |
| 9  | TĐ | Tammy Abraham                  | 2 tháng 10, 1997 (19 tuổi)  | 4    | 2   | Bristol City             |
| 10 | TV | Lewis Baker                    | 25 tháng 4, 1995 (22 tuổi)  | 13   | 7   | Vitesse                  |
| 11 | TV | Nathan Redmond                 | 6 tháng 3, 1994 (23 tuổi)   | 34   | 9   | Southampton              |
| 12 | HV | Matt Targett                   | 18 tháng 9, 1995 (21 tuổi)  | 12   | 0   | Southampton              |
| 13 | TM | Angus Gunn                     | 2 tháng 1, 1996 (21 tuổi)   | 4    | 0   | Manchester City Reserves |
| 14 | TĐ | Jacob Murphy                   | 24 tháng 2, 1995 (22 tuổi)  | 2    | 0   | Norwich City             |
| 15 | TV | John Swift                     | 23 tháng 6, 1995 (21 tuổi)  | 8    | 1   | Reading                  |
| 16 | HV | Rob Holding                    | 20 tháng 9, 1995 (21 tuổi)  | 4    | 0   | Arsenal                  |
| 17 | HV | Kortney Hause                  | 16 tháng 7, 1995 (21 tuổi)  | 8    | 0   | Wolverhampton Wanderers  |
| 18 | HV | Dominic Iorfa                  | 24 tháng 6, 1995 (21 tuổi)  | 11   | 0   | Wolverhampton Wanderers  |
| 19 | TV | Will Hughes                    | 17 tháng 4, 1995 (22 tuổi)  | 19   | 2   | Derby County             |
| 20 | TV | Jack Grealish                  | 10 tháng 9, 1995 (21 tuổi)  | 6    | 2   | Aston Villa              |
| 21 | TM | Jonathan Mitchell              | 24 tháng 11, 1994 (22 tuổi) | 1    | 0   | Derby County             |
| 22 | TĐ | Cauley Woodrow                 | 2 tháng 12, 1994 (22 tuổi)  | 7    | 2   | Burton Albion            |
| 23 | HV | Alfie Mawson                   | 19 tháng 1, 1994 (23 tuổi)  | 1    | 0   | Swansea City             |

### Ba Lan
Ngày 2 tháng 6 năm 2017 Ba Lan công bố đội hình chính thức.

Huấn luyện viên: Marcin Dorna

| Số | VT | Cầu thủ                      | Ngày sinh (tuổi)            | Trận | Bàn | Câu lạc bộ            |
| -- | -- | ---------------------------- | --------------------------- | ---- | --- | --------------------- |
| 1  | TM | Bartłomiej Drągowski         | 19 tháng 8, 1997 (19 tuổi)  | 3    | 0   | Fiorentina            |
| 2  | HV | Paweł Jaroszyński            | 2 tháng 10, 1994 (22 tuổi)  | 9    | 1   | Cracovia              |
| 3  | HV | Krystian Bielik              | 4 tháng 1, 1998 (19 tuổi)   | 0    | 0   | Arsenal               |
| 4  | HV | Tomasz Kędziora (đội trưởng) | 11 tháng 6, 1994 (23 tuổi)  | 14   | 0   | Lech Poznań           |
| 5  | HV | Igor Łasicki                 | 26 tháng 6, 1995 (21 tuổi)  | 5    | 0   | Carpi                 |
| 6  | HV | Jan Bednarek                 | 12 tháng 4, 1996 (21 tuổi)  | 5    | 0   | Lech Poznań           |
| 7  | TV | Karol Linetty                | 2 tháng 2, 1995 (22 tuổi)   | 5    | 0   | Sampdoria             |
| 8  | TV | Radosław Murawski            | 22 tháng 4, 1994 (23 tuổi)  | 12   | 0   | Piast Gliwice         |
| 9  | TĐ | Mariusz Stępiński            | 12 tháng 5, 1995 (22 tuổi)  | 15   | 8   | Nantes                |
| 10 | TV | Patryk Lipski                | 12 tháng 6, 1994 (23 tuổi)  | 12   | 0   | Unattached            |
| 11 | TV | Przemysław Frankowski        | 12 tháng 4, 1995 (22 tuổi)  | 9    | 0   | Jagiellonia Białystok |
| 12 | TM | Jakub Wrąbel                 | 8 tháng 6, 1996 (21 tuổi)   | 7    | 0   | Olimpia Grudziądz     |
| 13 | TV | Łukasz Moneta                | 13 tháng 5, 1994 (23 tuổi)  | 6    | 1   | Ruch Chorzów          |
| 14 | TĐ | Dawid Kownacki               | 14 tháng 3, 1997 (20 tuổi)  | 7    | 3   | Lech Poznań           |
| 15 | HV | Jarosław Jach                | 17 tháng 2, 1994 (23 tuổi)  | 11   | 1   | Zagłębie Lubin        |
| 16 | TĐ | Krzysztof Piątek             | 1 tháng 7, 1995 (21 tuổi)   | 11   | 2   | Cracovia              |
| 17 | HV | Paweł Dawidowicz             | 20 tháng 5, 1995 (22 tuổi)  | 9    | 0   | VfL Bochum            |
| 18 | TĐ | Jarosław Niezgoda            | 15 tháng 3, 1995 (22 tuổi)  | 2    | 1   | Ruch Chorzów          |
| 19 | TV | Bartosz Kapustka             | 23 tháng 12, 1996 (20 tuổi) | 2    | 0   | Leicester City        |
| 20 | TV | Jarosław Kubicki             | 7 tháng 8, 1995 (21 tuổi)   | 7    | 0   | Zagłębie Lubin        |
| 21 | TĐ | Adam Buksa                   | 12 tháng 7, 1996 (20 tuổi)  | 8    | 2   | Zagłębie Lubin        |
| 22 | TM | Maksymilian Stryjek          | 18 tháng 7, 1996 (20 tuổi)  | 0    | 0   | Sunderland            |
| 23 | HV | Przemysław Szymiński         | 24 tháng 6, 1994 (22 tuổi)  | 3    | 0   | Wisła Płock           |

### Slovakia
Huấn luyện viên: Pavel Hapal

| Số | VT | Cầu thủ                  | Ngày sinh (tuổi)            | Trận | Bàn | Câu lạc bộ            |
| -- | -- | ------------------------ | --------------------------- | ---- | --- | --------------------- |
| 1  | TM | Adrián Chovan            | 8 tháng 10, 1995 (21 tuổi)  | 3    | 0   | Trenčín               |
| 2  | HV | Branislav Niňaj          | 17 tháng 5, 1994 (23 tuổi)  | 3    | 0   | Lokeren               |
| 3  | HV | Milan Škriniar           | 11 tháng 2, 1995 (22 tuổi)  | 3    | 0   | Sampdoria             |
| 4  | HV | Martin Valjent           | 11 tháng 12, 1995 (21 tuổi) | 2    | 1   | Ternana               |
| 5  | HV | Tomáš Huk                | 22 tháng 12, 1994 (22 tuổi) | 0    | 0   | Dunajská Streda       |
| 6  | TV | Stanislav Lobotka        | 25 tháng 11, 1994 (22 tuổi) | 3    | 0   | Nordsjælland          |
| 7  | TV | Jaroslav Mihalík         | 22 tháng 4, 1994 (23 tuổi)  | 3    | 1   | Cracovia              |
| 8  | TV | Martin Chrien            | 8 tháng 9, 1995 (21 tuổi)   | 3    | 2   | Viktoria Plzeň        |
| 9  | TĐ | Tomáš Vestenický         | 6 tháng 4, 1996 (21 tuổi)   | 0    | 0   | Cracovia              |
| 10 | TV | Albert Rusnák            | 7 tháng 7, 1994 (22 tuổi)   | 3    | 0   | Real Salt Lake        |
| 11 | TV | Nikolas Špalek           | 12 tháng 2, 1997 (20 tuổi)  | 0    | 0   | MŠK Žilina            |
| 12 | TM | Marek Rodák              | 13 tháng 12, 1996 (20 tuổi) | 0    | 0   | Accrington Stanley    |
| 13 | HV | Ľubomír Šatka            | 2 tháng 12, 1995 (21 tuổi)  | 1    | 1   | Dunajská Streda       |
| 14 | HV | Róbert Mazáň             | 9 tháng 2, 1994 (23 tuổi)   | 3    | 0   | MŠK Žilina            |
| 15 | TĐ | Adam Zreľák (đội trưởng) | 5 tháng 5, 1994 (23 tuổi)   | 3    | 0   | FK Jablonec           |
| 16 | HV | Lukáš Skovajsa           | 27 tháng 3, 1994 (23 tuổi)  | 0    | 0   | Trenčín               |
| 17 | TV | Lukáš Haraslín           | 26 tháng 5, 1996 (21 tuổi)  | 3    | 0   | Lechia Gdańsk         |
| 18 | TĐ | Pavol Šafranko           | 16 tháng 11, 1994 (22 tuổi) | 3    | 1   | Dunajská Streda       |
| 19 | HV | Denis Vavro              | 11 tháng 6, 1994 (23 tuổi)  | 0    | 0   | MŠK Žilina            |
| 20 | TV | Miroslav Káčer           | 2 tháng 2, 1996 (21 tuổi)   | 0    | 0   | MŠK Žilina            |
| 21 | TV | Matúš Bero               | 6 tháng 9, 1995 (21 tuổi)   | 3    | 0   | Trabzonspor           |
| 22 | TV | László Bénes             | 9 tháng 9, 1997 (19 tuổi)   | 3    | 0   | BoNga Mönchengladbach |
| 23 | TM | Adam Jakubech            | 2 tháng 1, 1997 (20 tuổi)   | 0    | 0   | Spartak Trnava        |

### Thụy Điển
Ngày 30 tháng 5 năm 2017, Thụy Điển công bố đội hình chính thức. Ngày 6 tháng 6 năm 2017, hậu vệ Pa Konate bị loại khỏi giải đấu vì chấn thương đùi, được thay bởi hậu vệ Egzon Binaku.
Huấn luyện viên: Håkan Ericson
| Số | VT | Cầu thủ                        | Ngày sinh (tuổi)            | Trận | Bàn | Câu lạc bộ          |
| -- | -- | ------------------------------ | --------------------------- | ---- | --- | ------------------- |
| 1  | TM | Tim Erlandsson                 | 25 tháng 12, 1996 (20 tuổi) | 7    | 0   | AFC Eskilstuna      |
| 2  | HV | Linus Wahlqvist                | 11 tháng 11, 1996 (20 tuổi) | 16   | 1   | IFK Norrköping      |
| 3  | HV | Jacob Une Larsson              | 8 tháng 4, 1994 (23 tuổi)   | 10   | 0   | Djurgårdens IF      |
| 4  | HV | Joakim Nilsson                 | 6 tháng 2, 1994 (23 tuổi)   | 8    | 0   | IF Elfsborg         |
| 5  | HV | Adam Lundqvist                 | 20 tháng 3, 1994 (23 tuổi)  | 11   | 0   | IF Elfsborg         |
| 6  | TV | Simon Tibbling                 | 7 tháng 9, 1994 (22 tuổi)   | 27   | 2   | Groningen           |
| 7  | TV | Alexander Fransson             | 2 tháng 4, 1994 (23 tuổi)   | 16   | 1   | Basel               |
| 8  | TV | Kristoffer Olsson (đội trưởng) | 30 tháng 6, 1995 (21 tuổi)  | 24   | 6   | AIK                 |
| 9  | TV | Muamer Tanković                | 22 tháng 2, 1995 (22 tuổi)  | 16   | 3   | AZ                  |
| 10 | TĐ | Carlos Strandberg              | 14 tháng 4, 1996 (21 tuổi)  | 11   | 5   | Westerlo            |
| 11 | TĐ | Gustav Engvall                 | 29 tháng 4, 1996 (21 tuổi)  | 13   | 3   | Djurgårdens IF      |
| 12 | TM | Anton Cajtoft                  | 13 tháng 2, 1994 (23 tuổi)  | 9    | 0   | Jönköpings Södra IF |
| 13 | HV | Isak Ssewankambo               | 27 tháng 2, 1996 (21 tuổi)  | 11   | 0   | Molde FK            |
| 14 | HV | Filip Dagerstål                | 1 tháng 2, 1997 (20 tuổi)   | 7    | 1   | IFK Norrköping      |
| 15 | HV | Franz Brorsson                 | 30 tháng 1, 1996 (21 tuổi)  | 4    | 0   | Malmö FF            |
| 16 | TV | Melker Hallberg                | 20 tháng 10, 1995 (21 tuổi) | 20   | 3   | Kalmar FF           |
| 17 | TV | Kerim Mrabti                   | 20 tháng 5, 1994 (23 tuổi)  | 14   | 5   | Djurgårdens IF      |
| 18 | TĐ | Paweł Cibicki                  | 9 tháng 1, 1994 (23 tuổi)   | 7    | 1   | Malmö FF            |
| 19 | TV | Niclas Eliasson                | 7 tháng 12, 1995 (21 tuổi)  | 1    | 0   | IFK Norrköping      |
| 20 | HV | Egzon Binaku                   | 27 tháng 8, 1995 (21 tuổi)  | 1    | 0   | BK Häcken           |
| 21 | TV | Joel Asoro                     | 27 tháng 4, 1999 (18 tuổi)  | 4    | 1   | Sunderland          |
| 22 | TV | Amin Affane                    | 21 tháng 1, 1994 (23 tuổi)  | 1    | 0   | AIK                 |
| 23 | TM | Pontus Dahlberg                | 21 tháng 1, 1999 (18 tuổi)  | 1    | 0   | IFK Göteborg        |

## Bảng B

### Macedonia
Huấn luyện viên: Blagoja Milevski

| Số | VT | Cầu thủ                     | Ngày sinh (tuổi)            | Trận | Bàn | Câu lạc bộ          |
| -- | -- | --------------------------- | --------------------------- | ---- | --- | ------------------- |
| 1  | TM | Igor Aleksovski             | 24 tháng 2, 1995 (22 tuổi)  | 11   | 0   | Vardar              |
| 2  | TV | Elif Elmas                  | 27 tháng 9, 1999 (17 tuổi)  | 3    | 1   | Rabotnički          |
| 3  | HV | Jovan Popzlatanov           | 6 tháng 7, 1996 (20 tuổi)   | 3    | 0   | Pelister            |
| 4  | HV | Visar Musliu                | 13 tháng 11, 1994 (22 tuổi) | 11   | 0   | Vardar              |
| 5  | HV | Gjoko Zajkov                | 10 tháng 2, 1995 (22 tuổi)  | 21   | 1   | Charleroi           |
| 6  | HV | Aleksa Amanović             | 24 tháng 10, 1996 (20 tuổi) | 3    | 0   | Javor               |
| 7  | TV | Enis Bardhi                 | 2 tháng 7, 1995 (21 tuổi)   | 11   | 2   | Újpest              |
| 8  | TV | Boban Nikolov               | 28 tháng 7, 1994 (22 tuổi)  | 21   | 2   | Vardar              |
| 9  | TĐ | Marjan Radeski              | 10 tháng 2, 1995 (22 tuổi)  | 18   | 4   | Shkendija           |
| 10 | TV | David Babunski (đội trưởng) | 1 tháng 3, 1994 (23 tuổi)   | 24   | 5   | Yokohama F. Marinos |
| 11 | TV | Daniel Avramovski           | 20 tháng 2, 1995 (22 tuổi)  | 14   | 0   | Olimpija            |
| 12 | TM | Damjan Shishkovski          | 18 tháng 3, 1995 (22 tuổi)  | 6    | 0   | Rabotnički          |
| 13 | TM | Filip Ilikj                 | 26 tháng 1, 1997 (20 tuổi)  | 0    | 0   | Gandzasar           |
| 14 | HV | Darko Velkovski             | 21 tháng 6, 1995 (21 tuổi)  | 20   | 2   | Vardar              |
| 15 | HV | Egzon Bejtullai             | 7 tháng 1, 1994 (23 tuổi)   | 6    | 0   | Shkendija           |
| 16 | TĐ | Petar Petkovski             | 3 tháng 1, 1997 (20 tuổi)   | 5    | 1   | Vardar              |
| 17 | TV | Kire Markoski               | 20 tháng 5, 1995 (22 tuổi)  | 13   | 5   | Rabotnički          |
| 18 | TĐ | Viktor Angelov              | 27 tháng 3, 1994 (23 tuổi)  | 13   | 3   | Újpest              |
| 19 | HV | Besir Demiri                | 1 tháng 8, 1994 (22 tuổi)   | 14   | 1   | Vardar              |
| 20 | TV | Tihomir Kostadinov          | 4 tháng 3, 1996 (21 tuổi)   | 10   | 0   | ViOn                |
| 21 | HV | Mevlan Murati               | 5 tháng 3, 1994 (23 tuổi)   | 10   | 0   | Shkendija           |
| 22 | TV | Nikola Gjorgjev             | 22 tháng 8, 1997 (19 tuổi)  | 2    | 0   | Grasshopper         |
| 23 | TĐ | Filip Pivkovski             | 31 tháng 1, 1994 (23 tuổi)  | 10   | 1   | Landskrona          |

### Bồ Đào Nha
Huấn luyện viên: Rui Jorge

| Số | VT | Cầu thủ                      | Ngày sinh (tuổi)            | Trận | Bàn | Câu lạc bộ           |
| -- | -- | ---------------------------- | --------------------------- | ---- | --- | -------------------- |
| 1  | TM | Bruno Varela                 | 4 tháng 11, 1994 (22 tuổi)  | 8    | 0   | Vitória de Setúbal   |
| 2  | HV | João Cancelo                 | 27 tháng 5, 1994 (22 tuổi)  | 8    | 1   | Valencia             |
| 3  | HV | Edgar Ié                     | 1 tháng 5, 1994 (23 tuổi)   | 9    | 1   | Belenenses           |
| 4  | HV | Tobias Figueiredo            | 2 tháng 2, 1994 (23 tuổi)   | 15   | 1   | Nacional             |
| 5  | HV | Rúben Semedo                 | 4 tháng 4, 1994 (23 tuổi)   | 8    | 3   | Sporting CP          |
| 6  | TV | Rúben Neves                  | 17 tháng 3, 1997 (20 tuổi)  | 18   | 3   | Porto                |
| 7  | TV | Daniel Podence               | 21 tháng 10, 1995 (21 tuổi) | 6    | 2   | Sporting CP          |
| 8  | TV | Francisco Geraldes           | 18 tháng 4, 1995 (22 tuổi)  | 2    | 0   | Sporting CP          |
| 9  | TĐ | Gonçalo Paciência            | 1 tháng 8, 1994 (22 tuổi)   | 15   | 6   | Rio Ave              |
| 10 | TV | Bruno Fernandes (đội trưởng) | 8 tháng 9, 1994 (22 tuổi)   | 15   | 5   | Sampdoria            |
| 11 | TV | Iuri Medeiros                | 10 tháng 7, 1994 (22 tuổi)  | 17   | 1   | Boavista             |
| 12 | TM | Miguel Silva                 | 7 tháng 4, 1995 (22 tuổi)   | 2    | 0   | Vitória de Guimarães |
| 13 | HV | Kévin Rodrigues              | 5 tháng 3, 1994 (23 tuổi)   | 2    | 0   | Real Sociedad        |
| 14 | HV | Pedro Rebocho                | 23 tháng 1, 1995 (22 tuổi)  | 4    | 0   | Moreirense           |
| 15 | HV | Fernando Fonseca             | 14 tháng 3, 1997 (20 tuổi)  | 7    | 0   | Porto                |
| 16 | TV | Renato Sanches               | 18 tháng 8, 1997 (19 tuổi)  | 0    | 0   | Bayern Munich        |
| 17 | TV | Francisco Ramos              | 10 tháng 4, 1995 (22 tuổi)  | 6    | 0   | Porto                |
| 18 | TĐ | Gonçalo Guedes               | 29 tháng 11, 1996 (20 tuổi) | 9    | 3   | Paris Saint-Germain  |
| 19 | TĐ | Diogo Jota                   | 4 tháng 12, 1996 (20 tuổi)  | 8    | 2   | Porto                |
| 20 | TV | Bruma                        | 24 tháng 10, 1994 (22 tuổi) | 12   | 2   | Galatasaray          |
| 21 | TV | Ricardo Horta                | 15 tháng 9, 1994 (22 tuổi)  | 18   | 4   | Braga                |
| 22 | TM | Joel Castro Pereira          | 28 tháng 6, 1996 (20 tuổi)  | 4    | 0   | Manchester United    |
| 23 | TV | João Carvalho                | 9 tháng 3, 1997 (20 tuổi)   | 7    | 2   | Vitória de Setúbal   |

### Serbia
Huấn luyện viên: Nenad Lalatović

| Số | VT | Cầu thủ                         | Ngày sinh (tuổi)            | Trận | Bàn | Câu lạc bộ          |
| -- | -- | ------------------------------- | --------------------------- | ---- | --- | ------------------- |
| 1  | TM | Filip Manojlović                | 25 tháng 4, 1996 (21 tuổi)  | 2    | 0   | Red Star Belgrade   |
| 2  | HV | Milan Gajić                     | 28 tháng 1, 1996 (21 tuổi)  | 16   | 1   | Bordeaux            |
| 3  | HV | Nemanja Antonov                 | 6 tháng 5, 1995 (22 tuổi)   | 12   | 0   | Grasshopper         |
| 4  | HV | Nikola Milenković               | 12 tháng 10, 1997 (19 tuổi) | 1    | 0   | Partizan            |
| 5  | HV | Miloš Veljković                 | 26 tháng 9, 1995 (21 tuổi)  | 13   | 0   | Werder Bremen       |
| 6  | HV | Radovan Pankov                  | 5 tháng 8, 1995 (21 tuổi)   | 0    | 0   | Ural Yekaterinburg  |
| 7  | TĐ | Ognjen Ožegović                 | 9 tháng 6, 1994 (23 tuổi)   | 11   | 6   | Čukarički           |
| 8  | TV | Nemanja Maksimović (đội trưởng) | 26 tháng 1, 1995 (22 tuổi)  | 8    | 0   | Astana              |
| 9  | TĐ | Uroš Đurđević                   | 2 tháng 3, 1994 (23 tuổi)   | 27   | 15  | Partizan            |
| 10 | TV | Mijat Gaćinović                 | 8 tháng 2, 1995 (22 tuổi)   | 9    | 2   | Eintracht Frankfurt |
| 11 | TV | Aleksandar Čavrić               | 18 tháng 6, 1994 (22 tuổi)  | 22   | 2   | Slovan Bratislava   |
| 12 | TM | Đorđe Nikolić                   | 13 tháng 4, 1997 (20 tuổi)  | 0    | 0   | Basel               |
| 13 | HV | Miroslav Bogosavac              | 14 tháng 10, 1996 (20 tuổi) | 0    | 0   | Čukarički           |
| 14 | HV | Vukašin Jovanović               | 17 tháng 5, 1996 (21 tuổi)  | 10   | 0   | Bordeaux            |
| 15 | HV | Aleksandar Filipović            | 20 tháng 12, 1994 (22 tuổi) | 6    | 0   | Voždovac            |
| 16 | TV | Marko Grujić                    | 13 tháng 4, 1996 (21 tuổi)  | 12   | 0   | Liverpool           |
| 17 | TV | Andrija Živković                | 11 tháng 7, 1996 (20 tuổi)  | 11   | 1   | Benfica             |
| 18 | TV | Dejan Meleg                     | 1 tháng 10, 1994 (22 tuổi)  | 4    | 0   | Vojvodina           |
| 19 | TV | Saša Lukić                      | 13 tháng 8, 1996 (20 tuổi)  | 10   | 1   | Torino              |
| 20 | TV | Mihailo Ristić                  | 31 tháng 10, 1995 (21 tuổi) | 7    | 1   | Red Star Belgrade   |
| 21 | TV | Nemanja Radonjić                | 15 tháng 2, 1996 (21 tuổi)  | 1    | 0   | Čukarički           |
| 22 | TV | Srđan Plavšić                   | 3 tháng 12, 1995 (21 tuổi)  | 6    | 0   | Red Star Belgrade   |
| 23 | TM | Vanja Milinković-Savić          | 20 tháng 2, 1997 (20 tuổi)  | 8    | 0   | Lechia Gdańsk       |

### Tây Ban Nha
Huấn luyện viên: Albert Celades

| Số | VT | Cầu thủ                      | Ngày sinh (tuổi)            | Trận | Bàn | Câu lạc bộ          |
| -- | -- | ---------------------------- | --------------------------- | ---- | --- | ------------------- |
| 1  | TM | Kepa Arrizabalaga            | 3 tháng 10, 1994 (22 tuổi)  | 18   | 0   | Athletic Bilbao     |
| 2  | HV | Héctor Bellerín              | 19 tháng 3, 1995 (22 tuổi)  | 10   | 0   | Arsenal             |
| 3  | HV | José Luis Gayà               | 25 tháng 5, 1995 (22 tuổi)  | 12   | 1   | Valencia            |
| 4  | HV | Jorge Meré                   | 17 tháng 4, 1997 (20 tuổi)  | 12   | 1   | Sporting Gijón      |
| 5  | HV | Jesús Vallejo                | 5 tháng 1, 1997 (20 tuổi)   | 7    | 0   | Eintracht Frankfurt |
| 6  | TV | Dani Ceballos                | 7 tháng 8, 1996 (20 tuổi)   | 13   | 2   | Real Betis          |
| 7  | TĐ | Gerard Deulofeu (đội trưởng) | 13 tháng 3, 1994 (23 tuổi)  | 32   | 16  | Milan               |
| 8  | TV | Saúl Ñíguez                  | 21 tháng 11, 1994 (22 tuổi) | 21   | 4   | Atlético Madrid     |
| 9  | TĐ | Borja Mayoral                | 5 tháng 4, 1997 (20 tuổi)   | 9    | 2   | VfL Wolfsburg       |
| 10 | TV | Denis Suárez                 | 6 tháng 1, 1994 (23 tuổi)   | 17   | 3   | Barcelona           |
| 11 | TV | Marco Asensio                | 21 tháng 1, 1996 (21 tuổi)  | 14   | 4   | Real Madrid         |
| 12 | TĐ | Sandro Ramírez               | 9 tháng 7, 1995 (21 tuổi)   | 3    | 0   | Málaga              |
| 13 | TM | Rubén Blanco                 | 25 tháng 7, 1995 (21 tuổi)  | 2    | 0   | Celta Vigo          |
| 14 | TV | Mikel Merino                 | 22 tháng 6, 1996 (20 tuổi)  | 5    | 1   | BoNga Dortmund      |
| 15 | TĐ | Iñaki Williams               | 15 tháng 6, 1994 (23 tuổi)  | 12   | 2   | Athletic Bilbao     |
| 16 | TM | Pau López                    | 13 tháng 12, 1994 (22 tuổi) | 4    | 0   | Tottenham Hotspur   |
| 17 | HV | Álvaro Odriozola             | 14 tháng 12, 1995 (21 tuổi) | 2    | 0   | Real Sociedad       |
| 18 | TV | Mikel Oyarzabal              | 21 tháng 4, 1997 (20 tuổi)  | 2    | 0   | Real Sociedad       |
| 19 | HV | Jonny Castro                 | 3 tháng 3, 1994 (23 tuổi)   | 15   | 0   | Celta Vigo          |
| 20 | TV | Carlos Soler                 | 2 tháng 1, 1997 (20 tuổi)   | 0    | 0   | Valencia            |
| 21 | TV | Rodrigo Hernández            | 22 tháng 6, 1996 (20 tuổi)  | 0    | 0   | Villarreal          |
| 22 | TV | Marcos Llorente              | 30 tháng 1, 1995 (22 tuổi)  | 5    | 0   | Alavés              |
| 23 | HV | Diego González               | 28 tháng 1, 1995 (22 tuổi)  | 3    | 1   | Sevilla             |

## Bảng C

### Cộng hòa Séc
Huấn luyện viên: Vítězslav Lavička

| Số | VT | Cầu thủ                     | Ngày sinh (tuổi)            | Trận | Bàn | Câu lạc bộ           |
| -- | -- | --------------------------- | --------------------------- | ---- | --- | -------------------- |
| 1  | TM | Luděk Vejmola               | 3 tháng 11, 1994 (22 tuổi)  | 2    | 0   | Mladá Boleslav       |
| 2  | HV | Stefan Simić                | 20 tháng 1, 1995 (22 tuổi)  | 5    | 0   | Royal Excel Mouscron |
| 3  | TV | Marek Havlík                | 8 tháng 7, 1995 (21 tuổi)   | 9    | 1   | Slovácko             |
| 4  | TV | Michal Sáček                | 19 tháng 9, 1996 (20 tuổi)  | 2    | 0   | Sparta Prague        |
| 5  | TV | Tomáš Souček                | 27 tháng 2, 1995 (22 tuổi)  | 9    | 2   | Slovan Liberec       |
| 6  | HV | Michael Lüftner             | 14 tháng 3, 1994 (23 tuổi)  | 15   | 0   | Slavia Praha         |
| 7  | TĐ | Lukáš Juliš                 | 12 tháng 2, 1994 (23 tuổi)  | 3    | 1   | Sparta Prague        |
| 8  | TV | Antonín Barák               | 3 tháng 12, 1994 (22 tuổi)  | 6    | 1   | Slavia Praha         |
| 9  | TĐ | Tomáš Chorý                 | 26 tháng 1, 1995 (22 tuổi)  | 2    | 0   | Sigma Olomouc        |
| 10 | TV | Michal Trávník (đội trưởng) | 17 tháng 5, 1994 (23 tuổi)  | 24   | 2   | Jablonec             |
| 11 | TV | Jakub Jankto                | 19 tháng 1, 1996 (21 tuổi)  | 4    | 3   | Udinese              |
| 12 | TV | Michal Hubínek              | 4 tháng 11, 1994 (22 tuổi)  | 4    | 0   | Bohemians            |
| 13 | TV | Jakub Nečas                 | 26 tháng 1, 1995 (22 tuổi)  | 4    | 3   | Mladá Boleslav       |
| 14 | TĐ | Patrik Schick               | 24 tháng 1, 1996 (21 tuổi)  | 9    | 10  | Sampdoria            |
| 15 | HV | Patrizio Stronati           | 17 tháng 11, 1994 (22 tuổi) | 3    | 0   | Mladá Boleslav       |
| 16 | TM | Lukáš Zima                  | 9 tháng 1, 1994 (23 tuổi)   | 10   | 0   | Genoa                |
| 17 | TV | Václav Černý                | 17 tháng 10, 1997 (19 tuổi) | 10   | 7   | Ajax                 |
| 18 | TV | Petr Ševčík                 | 2 tháng 5, 1994 (23 tuổi)   | 1    | 0   | Slovan Liberec       |
| 19 | HV | Milan Havel                 | 7 tháng 8, 1994 (22 tuổi)   | 8    | 1   | Bohemians            |
| 20 | TV | Martin Hašek                | 3 tháng 10, 1995 (21 tuổi)  | 2    | 1   | Bohemians            |
| 21 | HV | Daniel Holzer               | 18 tháng 8, 1995 (21 tuổi)  | 7    | 0   | Sparta Prague        |
| 22 | HV | Filip Kaša                  | 1 tháng 1, 1994 (23 tuổi)   | 3    | 0   | Žilina               |
| 23 | TM | Patrik Macej                | 11 tháng 6, 1994 (23 tuổi)  | 1    | 0   | Zemplín Michalovce   |

### Đan Mạch
Huấn luyện viên: Niels Frederiksen

| Số | VT | Cầu thủ                              | Ngày sinh (tuổi)           | Trận | Bàn | Câu lạc bộ     |
| -- | -- | ------------------------------------ | -------------------------- | ---- | --- | -------------- |
| 1  | TM | Jeppe Højbjerg                       | 30 tháng 4, 1995 (22 tuổi) | 19   | 0   | Esbjerg        |
| 2  | HV | Frederik Holst                       | 24 tháng 9, 1994 (22 tuổi) | 19   | 0   | Brøndby        |
| 3  | HV | Andreas Maxsø                        | 18 tháng 3, 1994 (23 tuổi) | 20   | 0   | Nordsjælland   |
| 4  | HV | Patrick Banggaard                    | 4 tháng 4, 1994 (23 tuổi)  | 21   | 2   | Darmstadt 98   |
| 5  | HV | Jakob Blåbjerg                       | 11 tháng 1, 1995 (22 tuổi) | 20   | 0   | Aalborg BK     |
| 6  | TV | Christian Nørgaard                   | 10 tháng 3, 1994 (23 tuổi) | 23   | 0   | Brøndby        |
| 7  | TV | Andrew Hjulsager                     | 15 tháng 1, 1995 (22 tuổi) | 22   | 4   | Celta Vigo     |
| 8  | TV | Lasse Vigen Christensen (đội trưởng) | 15 tháng 8, 1994 (22 tuổi) | 34   | 5   | Fulham         |
| 9  | TĐ | Marcus Ingvartsen                    | 4 tháng 1, 1996 (21 tuổi)  | 8    | 8   | Nordsjælland   |
| 10 | TĐ | Lucas Andersen                       | 13 tháng 9, 1994 (22 tuổi) | 26   | 5   | Grasshopper    |
| 11 | TĐ | Kenneth Zohore                       | 31 tháng 1, 1994 (23 tuổi) | 16   | 6   | Cardiff City   |
| 12 | HV | Rasmus Nissen Kristensen             | 11 tháng 7, 1997 (19 tuổi) | 6    | 0   | Midtjylland    |
| 13 | HV | Joachim Andersen                     | 31 tháng 5, 1996 (21 tuổi) | 3    | 0   | Twente         |
| 14 | TV | Casper Nielsen                       | 29 tháng 4, 1994 (23 tuổi) | 19   | 4   | OB             |
| 15 | HV | Mads Pedersen                        | 1 tháng 9, 1996 (20 tuổi)  | 3    | 0   | Nordsjælland   |
| 16 | TM | Thomas Hagelskjær                    | 4 tháng 2, 1995 (22 tuổi)  | 5    | 0   | AGF            |
| 17 | TV | Mathias Jensen                       | 1 tháng 1, 1996 (21 tuổi)  | 0    | 0   | Nordsjælland   |
| 18 | TV | Emiliano Marcondes                   | 9 tháng 3, 1995 (22 tuổi)  | 13   | 2   | Nordsjælland   |
| 19 | TV | Frederik Børsting                    | 13 tháng 2, 1995 (22 tuổi) | 20   | 2   | Aalborg BK     |
| 20 | HV | Jacob Rasmussen                      | 28 tháng 5, 1997 (20 tuổi) | 0    | 0   | Rosenborg      |
| 21 | TĐ | Kasper Junker                        | 5 tháng 3, 1994 (23 tuổi)  | 3    | 0   | AGF            |
| 22 | TM | Daniel Iversen                       | 19 tháng 7, 1997 (19 tuổi) | 0    | 0   | Leicester City |
| 23 | TV | Mikkel Duelund                       | 29 tháng 6, 1997 (19 tuổi) | 4    | 0   | Midtjylland    |

### Đức
Huấn luyện viên: Stefan Kuntz
Jonathan Tah rút khỏi đội hình vì chấn thương và được thay bởi Waldemar Anton.
| Số | VT | Cầu thủ                        | Ngày sinh (tuổi)            | Trận | Bàn | Câu lạc bộ            |
| -- | -- | ------------------------------ | --------------------------- | ---- | --- | --------------------- |
| 1  | TM | Marvin Schwäbe                 | 25 tháng 4, 1995 (22 tuổi)  | 4    | 0   | Dynamo Dresden        |
| 2  | HV | Jeremy Toljan                  | 8 tháng 8, 1994 (22 tuổi)   | 13   | 1   | 1899 Hoffenheim       |
| 3  | HV | Yannick Gerhardt               | 13 tháng 3, 1994 (23 tuổi)  | 12   | 0   | VfL Wolfsburg         |
| 4  | HV | Waldemar Anton                 | 20 tháng 7, 1996 (20 tuổi)  | 1    | 0   | Hannover 96           |
| 5  | HV | Niklas Stark                   | 14 tháng 4, 1995 (22 tuổi)  | 15   | 2   | Hertha BSC            |
| 6  | HV | Gideon Jung                    | 12 tháng 9, 1994 (22 tuổi)  | 1    | 0   | Hamburger SV          |
| 7  | TV | Max Meyer                      | 18 tháng 9, 1995 (21 tuổi)  | 19   | 6   | Schalke 04            |
| 8  | TV | Mahmoud Dahoud                 | 1 tháng 1, 1996 (21 tuổi)   | 6    | 0   | BoNga Mönchengladbach |
| 9  | TĐ | Davie Selke                    | 20 tháng 1, 1995 (22 tuổi)  | 11   | 7   | RB Leipzig            |
| 10 | TV | Maximilian Arnold (đội trưởng) | 27 tháng 5, 1994 (23 tuổi)  | 18   | 5   | VfL Wolfsburg         |
| 11 | TĐ | Serge Gnabry                   | 14 tháng 7, 1995 (21 tuổi)  | 10   | 2   | Werder Bremen         |
| 12 | TM | Julian Pollersbeck             | 16 tháng 8, 1994 (22 tuổi)  | 2    | 0   | 1. FC Kaiserslautern  |
| 13 | TĐ | Felix Platte                   | 11 tháng 2, 1996 (21 tuổi)  | 0    | 0   | Darmstadt 98          |
| 14 | HV | Lukas Klünter                  | 11 tháng 2, 1996 (21 tuổi)  | 0    | 0   | 1. FC Köln            |
| 15 | HV | Marc-Oliver Kempf              | 26 tháng 5, 1995 (22 tuổi)  | 2    | 0   | SC Freiburg           |
| 16 | HV | Thilo Kehrer                   | 21 tháng 9, 1996 (20 tuổi)  | 2    | 0   | Schalke 04            |
| 17 | TV | Mitchell Weiser                | 21 tháng 4, 1994 (23 tuổi)  | 8    | 0   | Hertha BSC            |
| 18 | TV | Nadiem Amiri                   | 27 tháng 10, 1996 (20 tuổi) | 7    | 1   | 1899 Hoffenheim       |
| 19 | TV | Janik Haberer                  | 2 tháng 4, 1994 (23 tuổi)   | 6    | 1   | SC Freiburg           |
| 20 | TV | Levin Öztunalı                 | 15 tháng 3, 1996 (21 tuổi)  | 12   | 3   | Mainz 05              |
| 21 | TV | Dominik Kohr                   | 31 tháng 1, 1994 (23 tuổi)  | 2    | 0   | FC Augsburg           |
| 22 | TĐ | Maximilian Philipp             | 1 tháng 3, 1994 (23 tuổi)   | 5    | 0   | SC Freiburg           |
| 23 | TM | Odisseas Vlachodimos           | 26 tháng 4, 1994 (23 tuổi)  | 1    | 0   | Panathinaikos         |

### Ý
Ngày 6 tháng 6 năm 2017, Ý công bố đội hình chính thức.
Huấn luyện viên: Luigi Di Biagio
| Số | VT | Cầu thủ                    | Ngày sinh (tuổi)            | Trận | Bàn | Câu lạc bộ     |
| -- | -- | -------------------------- | --------------------------- | ---- | --- | -------------- |
| 1  | TM | Gianluigi Donnarumma       | 25 tháng 2, 1999 (18 tuổi)  | 3    | 0   | Milan          |
| 2  | HV | Davide Calabria            | 6 tháng 12, 1996 (20 tuổi)  | 5    | 0   | Milan          |
| 3  | HV | Antonio Barreca            | 18 tháng 3, 1995 (22 tuổi)  | 10   | 0   | Torino         |
| 4  | HV | Daniele Rugani             | 29 tháng 7, 1994 (22 tuổi)  | 15   | 2   | Juventus       |
| 5  | TV | Danilo Cataldi             | 6 tháng 8, 1994 (22 tuổi)   | 19   | 2   | Genoa          |
| 6  | TV | Lorenzo Pellegrini         | 19 tháng 6, 1996 (20 tuổi)  | 7    | 3   | Sassuolo       |
| 7  | TĐ | Domenico Berardi           | 1 tháng 8, 1994 (22 tuổi)   | 20   | 3   | Sassuolo       |
| 8  | TV | Alberto Grassi             | 7 tháng 3, 1995 (22 tuổi)   | 10   | 0   | Atalanta       |
| 9  | TĐ | Alberto Cerri              | 16 tháng 4, 1996 (21 tuổi)  | 12   | 2   | Pescara        |
| 10 | TĐ | Federico Bernardeschi      | 16 tháng 2, 1994 (23 tuổi)  | 12   | 3   | Fiorentina     |
| 11 | TĐ | Andrea Petagna             | 30 tháng 6, 1995 (21 tuổi)  | 3    | 0   | Atalanta       |
| 12 | HV | Andrea Conti               | 2 tháng 3, 1994 (23 tuổi)   | 14   | 1   | Atalanta       |
| 13 | HV | Mattia Caldara             | 5 tháng 5, 1994 (23 tuổi)   | 9    | 0   | Atalanta       |
| 14 | HV | Davide Biraschi            | 2 tháng 7, 1994 (22 tuổi)   | 5    | 0   | Genoa          |
| 15 | TV | Marco Benassi (đội trưởng) | 8 tháng 9, 1994 (22 tuổi)   | 24   | 6   | Torino         |
| 16 | TĐ | Luca Garritano             | 11 tháng 2, 1994 (23 tuổi)  | 11   | 0   | Cesena         |
| 17 | TM | Alessio Cragno             | 28 tháng 6, 1994 (22 tuổi)  | 12   | 0   | Benevento      |
| 18 | TV | Roberto Gagliardini        | 7 tháng 4, 1994 (23 tuổi)   | 2    | 0   | Internazionale |
| 19 | TM | Simone Scuffet             | 31 tháng 5, 1996 (21 tuổi)  | 2    | 0   | Udinese        |
| 20 | TĐ | Federico Chiesa            | 25 tháng 10, 1997 (19 tuổi) | 2    | 0   | Fiorentina     |
| 21 | TV | Manuel Locatelli           | 8 tháng 1, 1998 (19 tuổi)   | 2    | 0   | Milan          |
| 22 | HV | Alex Ferrari               | 1 tháng 7, 1994 (22 tuổi)   | 6    | 0   | Hellas Verona  |
| 23 | HV | Giuseppe Pezzella          | 29 tháng 11, 1997 (19 tuổi) | 0    | 0   | Palermo        |

## Thống kê cầu thủ
Đại diện cầu thủ theo giải đấu
| Anh                | 36  | 13.04% | 13 |
| Ý                  | 33  | 11.96% | 10 |
| Đức                | 31  | 11.23% | 9  |
| Czech Rep.         | 19  | 6.88%  | 2  |
| Tây Ban Nha        | 19  | 6.88%  | 3  |
| Ba Lan             | 18  | 6.52%  | 4  |
| Bồ Đào Nha         | 18  | 6.52%  | 4  |
| Thụy Điển          | 18  | 6.52%  | 1  |
| Đan Mạch           | 16  | 5.80%  | 1  |
| Macedonia          | 13  | 4.71%  | 0  |
| Slovakia           | 13  | 4.71%  | 4  |
| Serbia             | 11  | 3.99%  | 1  |
| Khác (14 giải đấu) | 30  | 10.87% |    |
| Total              | 276 |        |    |